# アスペルギロペプシンII
アスペルギロペプシンII(Aspergillopepsin II, EC 3.4.23.19)は、タンパク質分解酵素である。以前はアスパラギン酸プロテアーゼと考えられていたが、後に活性部位にあるグルタミン酸残基を持つグルタミン酸プロテアーゼであることが明らかとなった。
軽鎖と重鎖が非共有結合で繋がったユニークな二鎖構造を持つ。ある分子の軽鎖のC末端領域が、基質と同じような形で別の分子の活性部位の溝と結合する。
この酵素は、以下の化学反応を触媒する。
インスリンB鎖のAsn3-Gln、Gly13-Ala及びTyr26-Thrを選択的に切断する。
この酵素は、Aspergillus niger var. macrosporusから単離される。